# مايك باتلر
مايك باتلر (بالإنجليزية: Mike Butler)‏ هو لاعب كرة قدم أمريكية أمريكي، ولد في 4 أبريل 1954 في واشنطن العاصمة في الولايات المتحدة.

## وصلات خارجية
- مايك باتلر على موقع مرجع كرة القدم المحترفة.كوم (الإنجليزية)